# Charlotte Engelkes

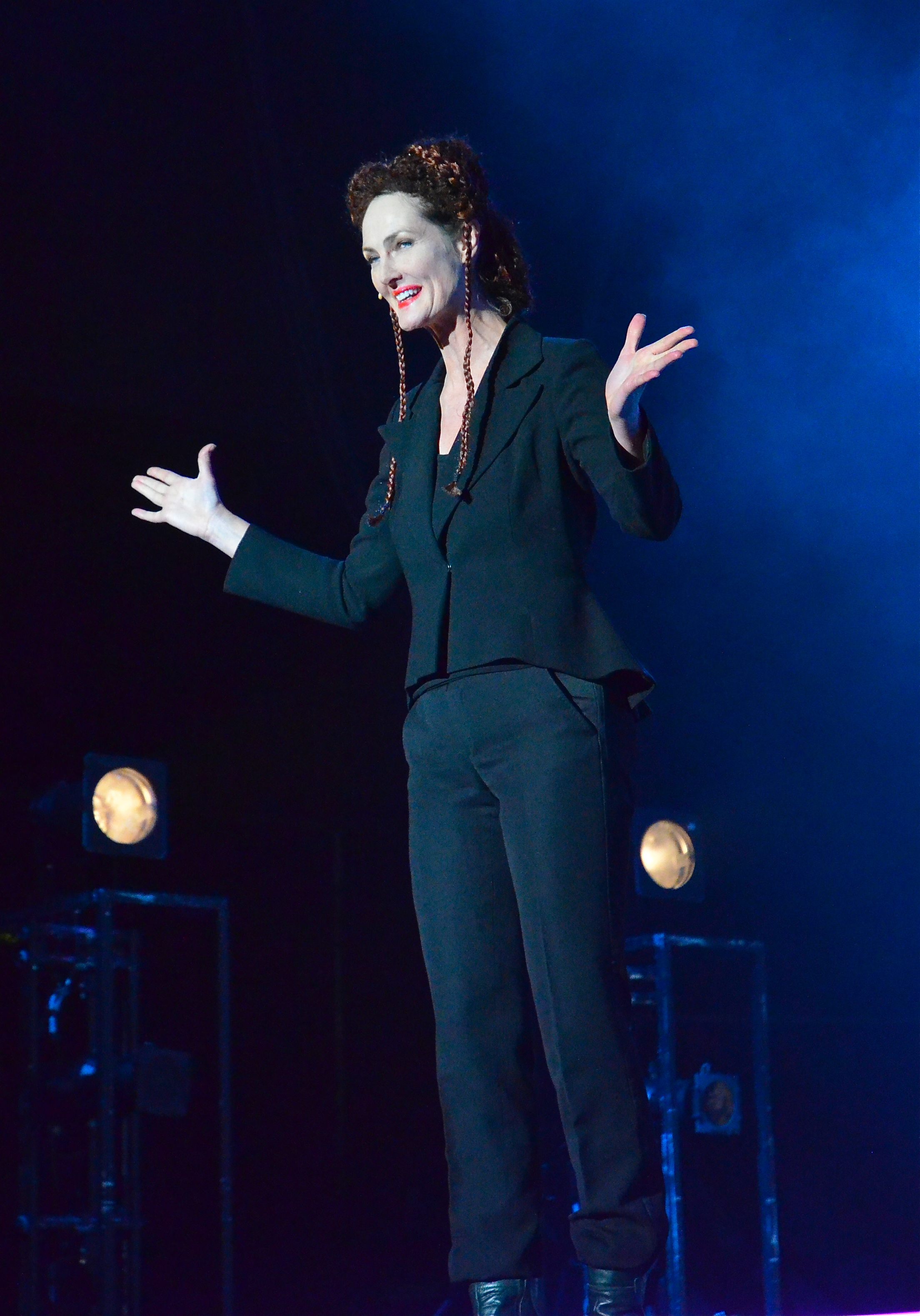
Charlotte Engelkes på Gustav Adolfs torg under Stockholms Kulturfestival 2011.

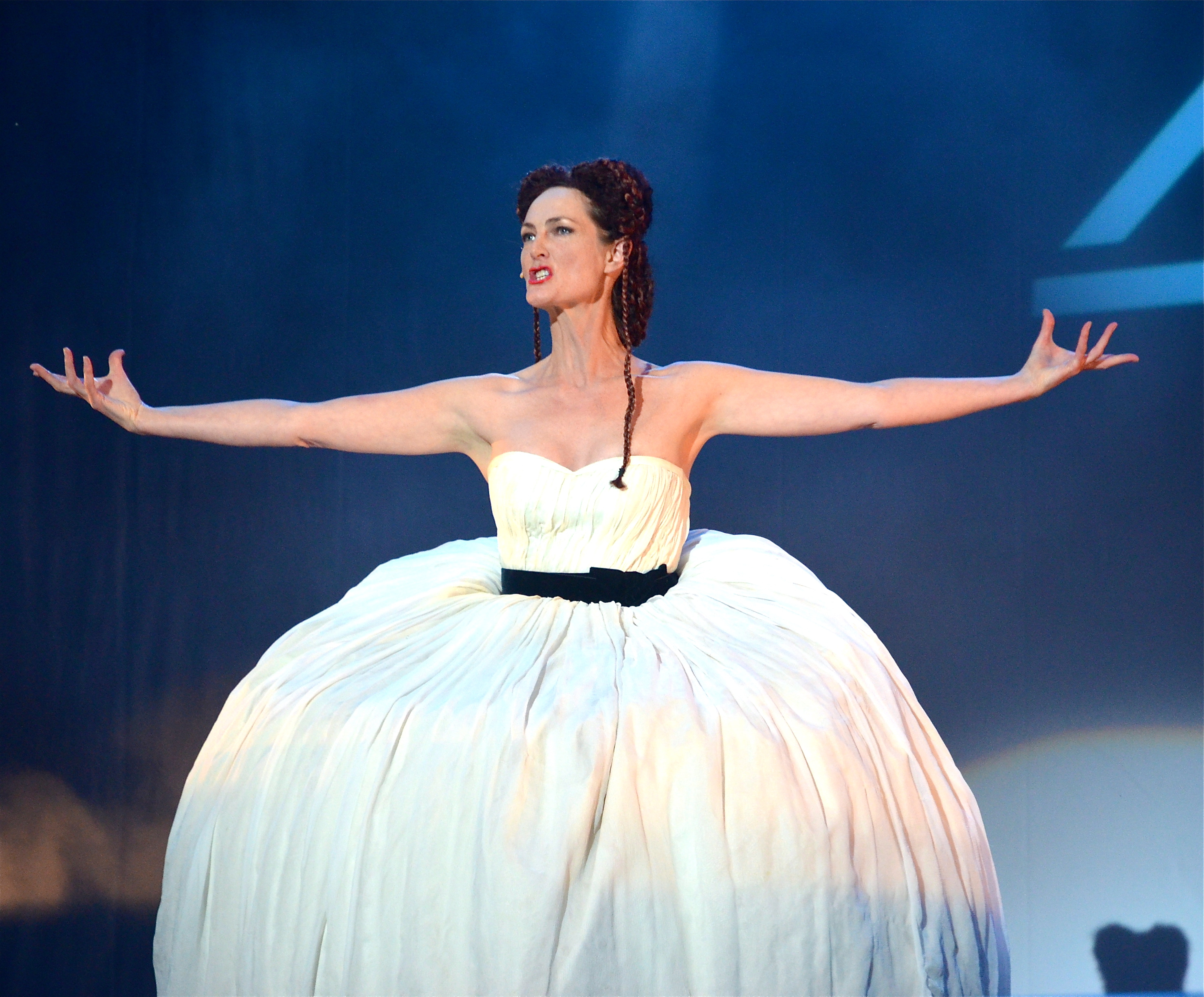
Charlotte Engelkes i en performance 2011.

Charlotte Engelkes, född 19 november 1962 i Stockholm, är en svensk regissör, dansare, sångerska och performanceartist som arbetar inom modern dans, teater och performance.
Engelkes har uppträtt i liveföreställningar över hela världen och i både svenska och utländska TV-program.

## Biografi

### Karriär
Charlotte Engelkes sökte som 11-åring in till operabaletten, men kom inte in. I tonåren började hon som påklädare på Kungliga Teatern där hon arbetade i sju år. Den egna dansen började hon inte med på allvar förrän hon var 19 år.
Åren 1982–1988 var Charlotte Engelkes med i den svenska orientaliska dansgruppen Astarte och genomförde 100-tals föreställningar årligen på olika teatrar, festivaler, studieförbund, äldreboenden, ambassader, jubileer, Stockholms Konserthus och Kulturhuset samt flera turnéer runtom i Sverige och på Malta.
1988–1995 samarbetade hon med den belgiske avantgarderegissören Michael Laub och gjorde flera turnéer till Europas internationella dans- och teaterfestivaler. 1996 framförde hon sitt första solostycke ”The solo”.
1997–1999 arbetade Engelkes med den tyske författaren och koreografen Raimund Hoghe och turnerade på olika dansfestivaler runt om i Europa och Sverige.
Från 1999 till 2010 samarbetade Charlotte Engelkes med den tyske kompositören och regissören Heiner Goebbels i musikteaterprojektet ”Hashirigaki” vilket ledde till turnéer i en rad länder runt om i Europa, Asien och USA.
Åren 2002-08 samarbetade Engelkes med den kinesiske regissören Ong Keng Sen i föreställningar som ”Search Hamlet”, ”The Global Soul, the Buddhaprojekt” och ”Vivien and the Shadows”.
Sedan 2003 är hon medlem i tyska danskompaniet Sasha Waltz & Guests, med vilka hon gjort turnéer till Sydney, München och Berlin. Föreställningen ”Inside-Out” öppnade Kulturhuvudstaden Graz 2003 och fanns på repertoaren de kommande åren i Berlin, Amsterdam, Luxemburg och Avignon. Som dansare i ”Dido och Aeneas” spelades föreställningen bland annat i Tyskland, Italien, Nederländerna, Luxemburg, Danmark, Spanien, Israel, Frankrike och Australien. 

## Allkonstnären

### Multikonst
I både soloperformance och ensemblestycken utforskar Charlotte Engelkes olika konstformer samtidigt i en blandning av teater, musik, opera, dans och varieté. I dessa genreöverskridande allkonstverk använder Engelkes ansiktet, kroppen, musiken, rekvisitan och kostymer i allsköns blandning och fantasirikedom. Föreställningarna är poetiska, barocka, mystiska och innehåller både existentiella djup och ytlig humor. De för tankarna till både aktionskonst, body art och happenings.
Teman som återkommer är utforskandet av rummet och tiden och människan i världen. Sårbarheten och komedin ligger nära det storstilade och högstämda. Charlotte Engelkes har berättat att hon som påklädare sniffade på dansarnas skor och grät. ”Jag har bearbetat ballerinatraumat i de flesta av mina föreställningar där det ofta finns ett inslag av att jag leker balett. Man är alltid nära sin lilla flicka.”
Inte sällan spelar hon många roller själv i en uppsättning. ”Det är alla ingredienserna som jag tycker om att ta tag i”, har hon sagt. 
Hon gestaltar gärna självutplånande kvinnor som tar mycket plats. Hon betecknar sin scenkonst snarare som gudomlig än feministisk.

### Musiken
Charlotte Engelkes arbetar utifrån teaterkonsten med befintlig musik som hon gör om, remixar. ”Jag klipper och klistrar”, som hon uttryckt det.
Engelkes har byggt upp sin operainspirerade röst genom mängder av sånglektioner. Musikaliskt har hon inspirerats av olikheter som Chopin, Wagner, Mahalia Jackson, Janis Joplin och Sparks.
Hon vill ta ner den etablerade högstämda tonen i den klassiska operan. Hon gillar operauttrycket och att det blir tillgängligt för alla och tycker om att ”plocka ut det smaskiga” ur operastyckena.

## Utlandsengagemang och samarbeten
Charlotte Engelkes har arbetat i över 20 år i utlandet parallellt med sina föreställningar i Sverige.
I Europa har hon besökt flera av Europas internationella dans- och teaterfestivaler och andra scener, bland annat i Berlin, Amsterdam, Salzburg, München, Bryssel, Hamburg, Paris, Moskva, Istanbul, Edinburgh, Hannover, London, Frankfurt, Brygge, Vilnius, Warszawa, Caen och Salamanca.
Utanför Europa har hon uppträtt i bland annat i Singapore, Minneapolis, Los Angeles, Hongkong, New York, Sydney, Seoul, Jerusalem och Taiwan. 
Vid invigningen av Swedish Pavillon day på Expo Shanghai 2010, i närvaro av bland andra Carl XVI Gustaf, var hon både konferencier och artist.

## Samarbeten i Sverige
I Sverige har hon i omgångar samarbetat med koreografen Bo Arenander i hans uppsättningar som Opus Corpus, Different danceproject 1 and 2, Flower from the Abyss, Still Life and more, Back in flesh och Samum.
Hon har även varit konferencier, bland annat på flera av Stockholms Kulturfestivaler.
Hösten 2015 kommer föreställningen My mother – Bad, Sad and Mad i ett nytt samarbete med Astarte och filmaren Erik Pauser, manusförfattaren Sophie Holgersson och skådespelaren Lindy Larsson.

## Egna produktioner i urval 2000-2013
Charlotte Engelkes har i dessa projekt i varierad omfattning stått för idé och text, scenografi, regi samt medverkat.
- Sweet (2000)
- Fraülein Julie – Das Musikal (2002)
- Miss Jekyll and Hyde (2004)
- Miss Very Wagner (2006)
- The Tin can crown (2006)
- Eleven Lovely Lovesongs (2007)
- Forellen and Me (2008)
- Concert for a Lost Queen (2009)
- Svansångare (2010)
- Curtain Call (2010)
- Siegfried - the Very Wagner Hero Hour (2011)
- True Stories (2012)
- Flygande Holländare (2013), (regissör, medverkande)
- God is God (2013),
- KIRA- I huset där jag bor (idé, text, regi, scenografi, medverkande)
- ALL IS DIVINE (2013) (idé, text, regi, scenografi, medverkande)
- Svarta Hål – En Kvantfysisk Vaudeville (2014) (idé, delad regi, medverkande)
- Kahlo - the concert (2016)
- Guldet (2016)
- Min Mamma (2016)
- Glädjen eller småprat i svartvitt (2017)

## Samarbeten i urval
- Dido & Aeneas
- Opus corpus
- Different danceproject 1 and 2
- Flower from the Abyss
- Still Life and more
- Back in flesh
- Samum
- The tiger Lillies perform Hamlet (skådespel)
- Hashirigaki (dansare, skådespel)
- Vivien and the Shadows
- Insideout (dansare)
- Search: Hamlet (dansare)
- Dialogue with Charlotte

### Deltagit som sångare och skådespelerska
- Haunted dancehall (skådespel)
- Pelle snusk (sång)
- Contemporary in Ice (skådespel, konferencier)
- Snödrottningen på teater Republique i Köpenhamn (medverkande)

## Uppdrag i urval i övrigt under 2013-14
- Fröken Julie – the Musical på Dramaten (medverkande)
- Miss Very Wagner på Östersjöfestivalen (medverkande)
- Very Wagnerian Night på Kungliga Operan (idé, text, regi, scenografi, medverkande)

## Priser och utmärkelser
Charlotte Engelkes föreställningar har genom åren hyllats både från publik och kritiker, inom såväl som utanför Sverige. 2013 nominerades hon till Svenska teaterkritikers förenings Teaterpris med motiveringen att hon genomlyser ”myterna i ett genusperspektiv med generös humor och eftertänksamt allvar”. 
2012 fick Charlotte Engelkes Expressens musikpris Spelmannen med motiveringen: ”Charlottes Engelkes personifierar idén om operans allkonstverk i egen hög person. Hon desarmerar det anspråksfulla och vårdar det storslagna. Oavsett om det gäller Wagner, Schubert, Strindberg eller andra spöken, lämnar man en föreställning av Engelkes med ett leende på läpparna och en känsla av att man fått kontakt med konstens innersta, i form av en kvinna.”
2017 fick hon motta Carl Åkermarks stipendium.